# Pere Sardà i Cailà
Pere Sardà i Cailà (Reus, 1788 - 1860) va ser un polític i empresari que treballà per la seva ciutat. Era germà de Josep Sardà i Cailà.
El 1815 era un dels accionistes de l'empresa reusenca de diligències entre Reus i Barcelona, promoguda per Josep Brunet. El 1820, formava part de la Societat o Tertúlia Patriòtica de Reus, on hi acudien els més aferrissats defensors del sistema constitucional, com ara Pere Mata, pare de Pere Mata Fontanet, Cristòfol Montblanch, també metge, el farmacèutic Pere Joan Nadal, el jutge Paulino de los Arcos, que el 1822 dirigiria la Diana constitucional política y mercantil de la villa de Reus, un periòdic liberal, i els militars Juan van Halen i Antoni Baiges. Fou diverses vegades regidor per exemple el 1820 al primer ajuntament del Trienni liberal, i batlle constitucional de la ciutat el 1839-1840, a l'inici de la regència d'Espartero, cosa que significa que comptava amb la confiança de les autoritats establertes i dels primers contribuents de la població. El 7 de març de 1840 (no es va poder fer el dia 1 a causa de les fortes pluges) va organitzar uns solemnes funerals per les 130 víctimes de la Milícia, que l'1 de març de 1838 havien mort en el Combat de Morell i Vilallonga, un episodi de la Primera Guerra Carlina, i es va organitzar una desfilada amb els batallons del Quarter de cavalleria, els milicians i les forces d'artilleria. Es van recollir les restes de tots els morts al cementiri del Roser i es van portar a la Prioral de Sant Pere fins l'endemà, quan es va celebrar una missa. El capellà, Albí Òdena, va fer una relació molt intensa dels fets ocorreguts dos anys abans, en lloc del sermó habitual. Quan va acabar la missa es van tornar a portar les restes al cementiri. Es van posar en una fossa comuna els 130 cossos amb una placa amb els noms de tots els morts. Es deuen a les seves gestions com a alcalde alguns dels avantatges que la ciutat obtingué del govern, tals com la cessió a l'Ajuntament dels convents de Sant Francesc, Sant Joan i Seminari, que foren destinats a cases de beneficència, hospital i escoles públiques i la rehabilitació del Port de Salou, cosa que va poder tramitar perquè era vocal de la Junta d'Obres del Port. Per la seva actuació com a Comandant de la Milícia Nacional, l'estructura armada d'ordre dels liberals vuitcentistes, va obtenir la creu d'Isabel la Catòlica. Va participar en la fundació del Gas Reusense i en diverses legislatures va ser elegit diputat a Corts i senador del regne. El 1852 va ser un dels fundadors i primer president de la Societat El Círcol de Reus.
Va morir a Reus el 1860. A la necrologia al Diario de Reus comenta que el seu enterrament fou molt concorregut per gent de totes les classes socials i professionals, ja que «su divisa era el bien y la prosperidad de Reus». Al funeral hi assistiren totes les autoritats i els «representantes de varias corporaciones y sociedades y […] muchos individuos de la clase obrera» El periòdic El Porvenir va dir d'ell: "Era un probo y consecuente liberal, honrado ciudadano y amigo de la juventud […] empleó toda su vida en aras del bien general de la nación marchando siempre en las primeras filas del progreso". Està enterrat, junt amb el seu germà Josep, al Cementiri de Reus en un senzill panteó construït per l'ajuntament com a homenatge de gratitud per haver cedit els terrenys per a construir el cementiri.